# Z Montim dla Włoch
Z Montim dla Włoch (wł. Con Monti per l’Italia) – koalicja centrowych włoskich partii i organizacji politycznych skupionych wokół Mario Montiego, powołana na potrzeby wyborów parlamentarnych w 2013.

## Historia

### Przygotowania do nowej koalicji
Kryzys finansowy doprowadził do upadku prawicowego rządu Silvia Berlusconiego. Na stanowisku premiera w listopadzie 2011 zastąpił go Mario Monti, bezpartyjny senator dożywotni i były członek Komisji Europejskiej. W 2012 różne środowiska polityczne zaczęły podejmować próby stworzenia dla niego zaplecza politycznego, które wystartowałoby w kolejnych wyborach parlamentarnych przewidzianych na kwiecień 2013. We wrześniu 2012 takie plany upublicznił Luca Cordero di Montezemolo, prezydent Ferrari i przewodniczący think tanku „Italia Futura”. W listopadzie wraz z Andreą Riccardim, ministrem i twórcą katolickiej Wspólnoty Sant’Egidio, powołał ruch polityczny Ku Trzeciej Republice (Verso la Terza Repubblica).
Na początku grudnia 2012 Lud Wolności Silvia Berlusconiego ogłosił wycofanie swojego poparcia dla rządu. Mario Monti zapowiedział wówczas podanie się do dymisji po uchwaleniu przez parlament budżetu, co uczynił 21 grudnia 2012. W rezultacie tej decyzji wybory parlamentarne zostały przyspieszone o około dwa miesiące – prezydent Giorgio Napolitano wyznaczył je na 24 i 25 lutego 2013. Mario Monti opublikował natomiast swój manifest programowy, zadeklarował możliwość patronowania proreformatorskiej koalicji, wyłączając z przyczyn prawnych perspektywę osobistego kandydowania do parlamentu (z uwagi na pełnienie funkcji senatora dożywotniego).

## Koalicja

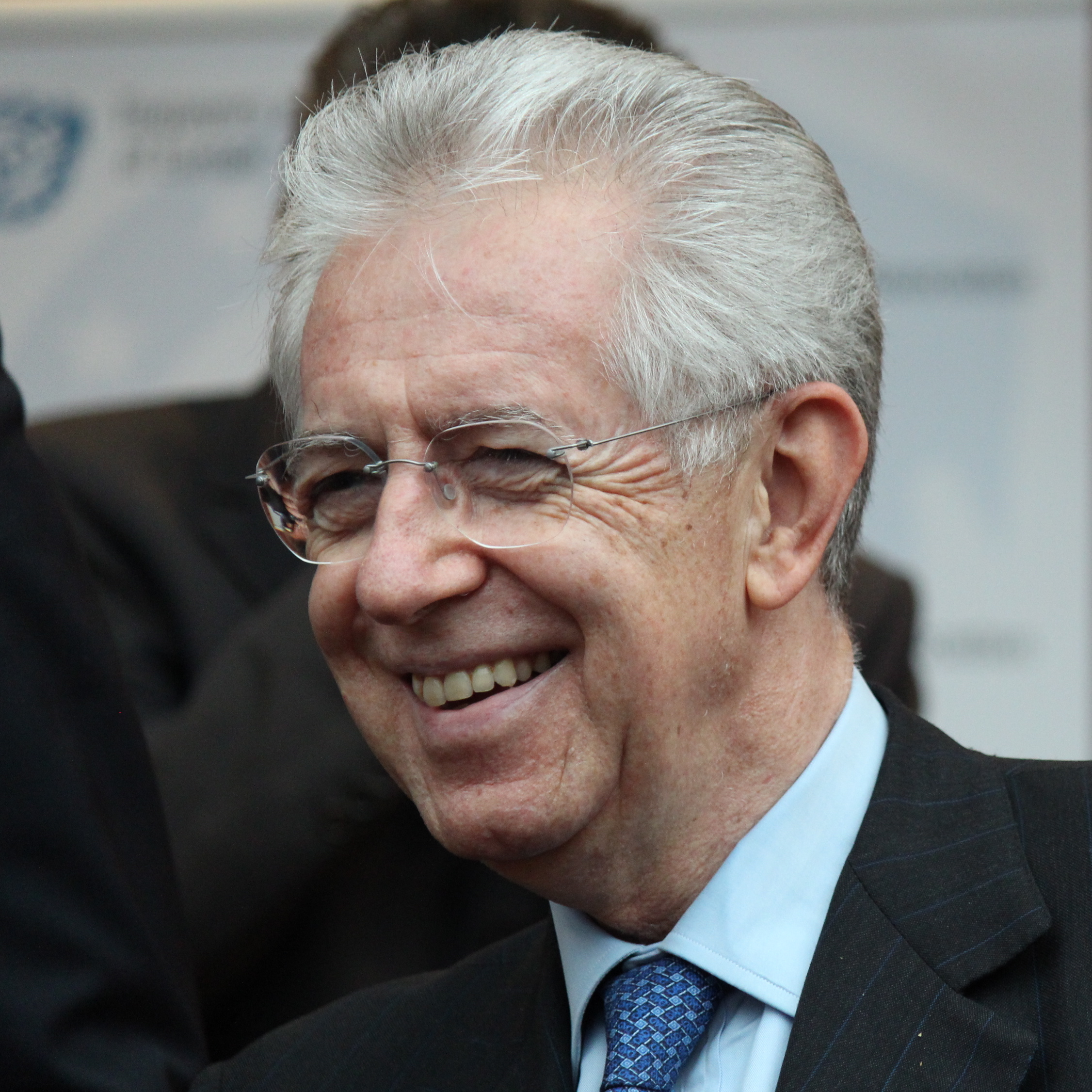
Mario Monti

28 grudnia 2012 Mario Monti ogłosił, że w wyborach będzie oficjalnym kandydatem na premiera centrowej koalicji pod roboczą nazwą Agenda Monti per l’Italia, która wystawi wspólną listę do Senatu oraz – ze względu na ordynację wyborczą – kilka zblokowanych list do Izby Deputowanych.
Poparcie dla tej inicjatywy zadeklarowały środowiska związane z ruchem Ku Trzeciej Republice, a także dwa średniej wielkości ugrupowania parlamentarne – chrześcijańsko-demokratyczna Unia Centrum (UdC) oraz konserwatywno-liberalna Przyszłość i Wolność (FLI). Opowiedziały się za nią także grupy polityków (w tym parlamentarzystów) dotąd związanych m.in. z Partią Demokratyczną (w tym Pietro Ichino i Linda Lanzillotta) oraz z Ludem Wolności (w tym Franco Frattini i Mario Mauro), ministrowie urzędującego rządu (m.in. Mario Catania, Enzo Moavero Milanesi), liderzy organizacji społecznych i ugrupowań regionalnych (w tym Lorenzo Dellai).
4 stycznia 2013 przedstawiono logo wyborcze, a także ogłoszono, że wspólna lista do Senatu zostanie nazwana „Z Montim dla Włoch” (Con Monti per l’Italia). Zapowiedziano nadto, że do Izby Deputowanych koalicja wystawi blok wyborczy tworzony przez trzy główne listy:
- UdC Piera Ferdinanda Casiniego,
- FLI Gianfranca Finiego,
- Wybór Obywatelski – Z Montim dla Włoch (lista obywatelska)[12].

Na zaprezentowanej liście kandydatów do Izby Deputowanych z ramienia Wyboru Obywatelskiego nie umieszczono żadnego z parlamentarzystów. Na wysokich miejscach poszczególnych list okręgowych pojawili się m.in. minister Renato Balduzzi, pisarz Edoardo Nesi, historyk i pisarz Andrea Romano, utytułowana florecistka Valentina Vezzali, przedsiębiorcy Paolo Vitelli i Alberto Bombassei, ekonomistka Irene Tinagli, wirusolog Ilaria Capua, prokurator Stefano Dambruoso, prezydent Trydentu-Górnej Adygi Lorenzo Dellai, piosenkarka Annalisa Minetti. Wśród kandydatów do Senatu znaleźli się lider UdC Pier Ferdinando Casini, grupa parlamentarzystów (m.in. Benedetto Adragna, Giulia Bongiorno, Benedetto Della Vedova, Antonio De Poli, Maurizio Fistarol, Fabio Gava, Pietro Ichino, Linda Lanzillotta, Maria Paola Merloni), eurodeputowani (Gabriele Albertini, Mario Mauro, Gianluca Susta), minister Enzo Moavero Milanesi, wiceminister Gianluigi Magri, dziennikarz Mario Sechi, były lider ACLI Andrea Olivero, lingwistka Stefania Giannini.
W wyborach do Senatu lista premiera uzyskała w kraju ponad 9% i 18 mandatów. Do Izby Deputowanych koalicja z wynikiem ponad 10% wprowadziła 37 posłów Wyboru Obywatelskiego i 8 posłów UdC. Po wyborach koalicja została rozwiązana.